# Marrakesch-Prozess

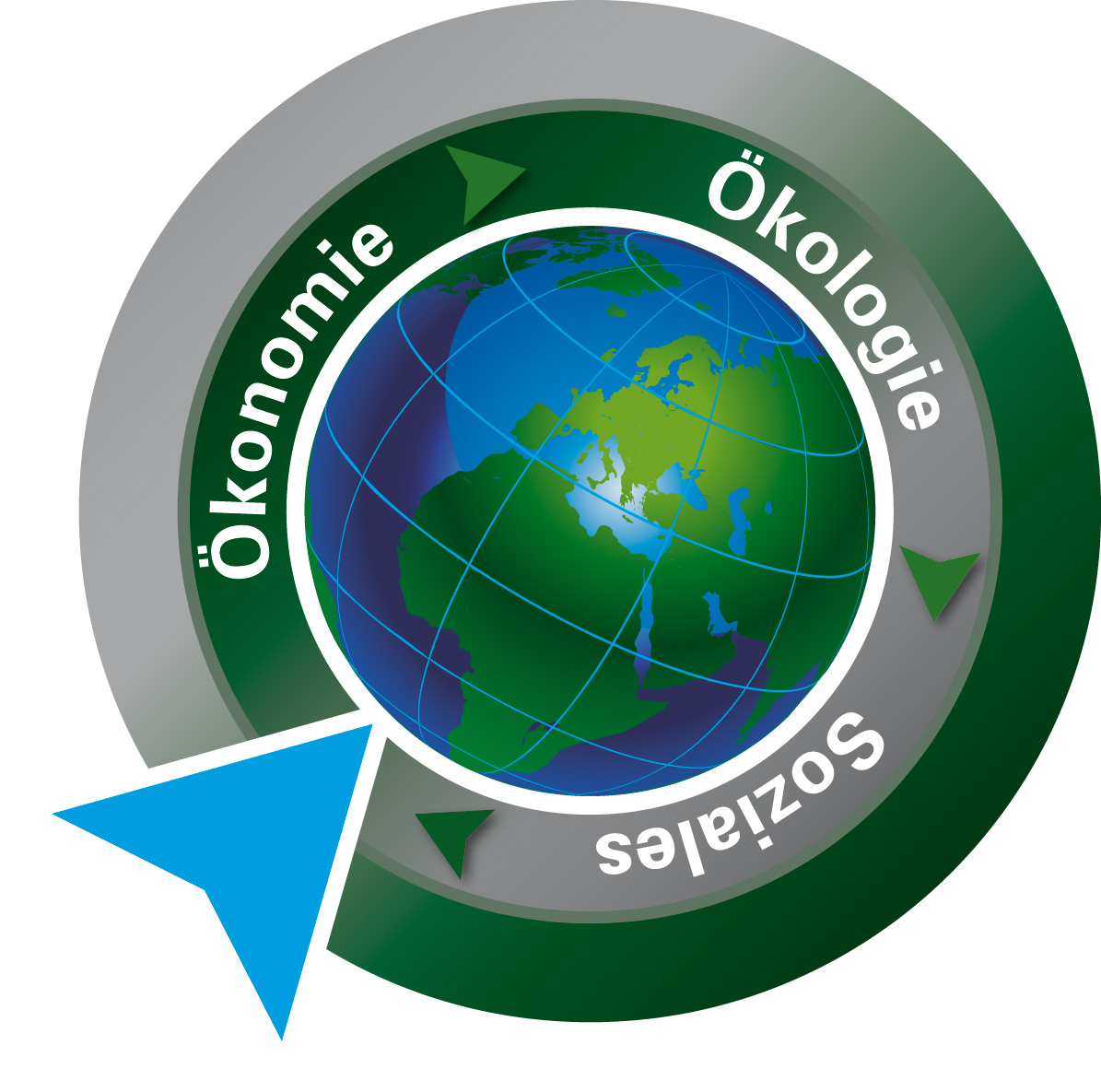
Aspekte einer gelungenen Nachhaltigkeitspolitik

Der Marrakesch-Prozess (engl. Marrakech Process) ist eine Initiative der Vereinten Nationen, die eine nachhaltige Produktionsweise und ein entsprechendes Konsumverhalten weltweit fördern soll. Der Begriff leitet sich von einer Interessengruppen- bzw. „Multistakeholder“-Konferenz im marokkanischen Marrakesch ab, bei der im Jahre 2003 ein Zehn-Jahres-Rahmenplan zur Umsetzung dieser Ziele entwickelt wurde. Dabei hat dieser Prozess die Absicht, Projekte und Strategien, die zur Umsetzung nachhaltiger Entwicklung notwendig sind, weltweit zu implementieren. Diese Projekte und Strategien bauen auf einem globalen Austausch verschiedener Ebenen auf, den der Marrakesch-Prozess zu ermöglichen versucht.
Die Überarbeitung und Entwicklung eines Zehn-Jahres-Rahmenprogramms für nachhaltigen Konsum und Produktion, das 2002 in Johannesburg (Südafrika) beschlossen wurde, stellt den Fokus des Marrakesch-Prozesses dar. Für die globale Umsetzung dieses Zieles waren die UN-Hauptabteilung für Wirtschaftliche und Soziale Angelegenheiten und Vertreter des Umweltprogramms der Vereinten Nationen die Hauptbeteiligten. Darüber hinaus nahmen 115 Experten aus 59 Ländern und neun internationalen Organisationen an der Konferenz teil.
Der Marrakesch-Prozess stellt vor allem Regierungen, Unternehmen und Konsumenten als die maßgebenden Beteiligten nachhaltiger Entwicklung dar; dementsprechend beziehen die konkreten Zielsetzungen diese mit ein.

## Vorgeschichte
Im September 2002 wurde Johannesburg Austragungsstätte des Weltgipfels für nachhaltige Entwicklung. Auf diesem Gipfel wurde ein Zehn-Jahres-Rahmenprogramm beschlossen, das eine stärkere Verzahnung von nachhaltigen Grundsätzen mit einerseits der Produktion und andererseits dem Konsum zum Ziele hat.
Eine genauere Ausarbeitung fand schließlich vom 16. bis 19. Juni 2003 auf einer von der Abteilung für wirtschaftliche und soziale Angelegenheiten der Vereinten Nationen geleiteten Konferenz in Marrakesch statt. Das im Rahmen dieser Konferenz ausgearbeitete Zehn-Jahres-Rahmenprogramm (engl. 10-Year Framework of Programmes on Sustainable Consumption and Production Patterns) wurde dann letztlich auf dem „Weltgipfel für nachhaltige Entwicklung“ in Rio de Janeiro 2012 beschlossen.

## Konferenz in Marrakesch

### Erarbeitung der Inhalte
In vier Arbeitsgruppen wurde das Programm der Konferenz debattiert und erarbeitet. Auf europäischer Ebene bildeten sieben EU-Länder die Marrakech Task Forces (Marrakesch-Arbeitsgruppen). Diese „Task Forces“ besitzen unterschiedliche Arbeitsschwerpunkte, die zur Umsetzung und Durchführung von Programmen, den Marrakesch-Projekten, dienen. Dabei sollen politische Maßnahmen zur nachhaltigen Konsum- und Produktionsfrage erarbeitet werden. Diese sieben „Task Forces“ stellen freiwillige Initiativen dar, die versuchen, die sog. Service Capability & Performance Standards (Servicefähigkeits- & Leistungsstandards) national und international umzusetzen.
Der Marrakesch-Prozess befürwortet unter anderem einen Austausch zwischen wie auch innerhalb der Länder. Hierzu finden regelmäßige nationale Rundgespräche und regionale Versammlungen statt, bei denen sich die für die Länder Verantwortlichen innerhalb einer Region austauschen können.

### Schlüsselinhalte
Neben der Entwicklung der sieben „Task Forces“ und der Schaffung des Zehn-Jahres-Rahmenprogramms konnten zahlreiche Resultate erzielt werden.
- Entwicklung von vier weltweiten Netzwerken nachhaltiger Produkte,
- Umsetzung einer asiatisch-pazifischen Beratungsstelle („Help Desk“) für nachhaltigen Konsum und Produktion.[7]

### Zehn-Jahres-Rahmenprogramm
Das Zehn-Jahres-Rahmenprogramm stellt einen globalen Handlungsrahmen dar, der auf eine verstärkte Kooperation entwickelter und weniger entwickelter Länder abzielt, um die Entwicklung hin zu nachhaltigerem Konsum und nachhaltigeren Produktionen zu beschleunigen. Es ermöglicht eine vielseitige Beteiligung, beispielsweise von Regierungen, Forschern oder Finanzierungsanstalten. Mit Hilfe dieser Beteiligten trägt dieses Rahmenprogramm zu einer Verbesserung der Ressourceneffizienz bei. Des Weiteren werden der Ausbau von Arbeitsplätzen und ökonomischen Möglichkeiten angestrebt, die vor allem die Bekämpfung der Armut zum Ziel hat.
Die Förderung von Informations- und Wissensaustausch über nachhaltigen Konsum und nachhaltige Produktion soll neben stärkerer Kooperation auch neue Partnerschaften entstehen lassen. Der globale Handlungsrahmen, der auf der „Konferenz der Vereinten Nationen über nachhaltige Entwicklung“ in Rio de Janeiro 2012 seine Verabschiedung fand, soll vor allem mittels Politik der beteiligten Regierungen in Form von Programmen und Strategien umgesetzt werden.

## Zielsetzung des Prozesses
Das primäre Ziel der Arbeit dieses Prozesses ist die Entwicklung eines Zehnjahresplans für nachhaltigen Konsum und Produktion. Dazu wurde ein Ansatz entwickelt, der eine detailliertere Abschätzung der Effekte von Konsum und Produktion durch beispielsweise die Entwicklung von Instrumenten der Indikation und Lebenszyklusanalyse liefert. Ein weiteres Ziel setzt auf die Umsetzung von politischen Maßnahmen zur Stärkung des Dienstleistungssektors. Ferner wurde festgesetzt, dass verstärkt auf Öffentlichkeit für die Relevanz von „nachhaltigen Konsum- und Produktionsmustern“ gesetzt werden müsse. Demzufolge lassen sich drei Kernpunkte der Zielsetzung festhalten, wobei sich die Ziele auf folgende Punkte eingrenzen lassen, die sich auf die Hauptakteure Regierungen, Unternehmen, Konsumenten für eine nachhaltige Entwicklung beschränken:
- Förderung der ökologischeren Gestaltung eines Landes,
- Entwicklung ökologischer Geschäftsmodelle vonseiten der Unternehmen,
- Unterstützung der Konsumenten, ihren Lebensstil nachhaltig zu gestalten.[2][5]

## Ergebnisse
In der Einleitung des Abschlussdokumentes „The Future We Want“ der „Konferenz der Vereinten Nationen über nachhaltige Entwicklung“ 2012 (Rio+20) wurden die Armutsbekämpfung, die Befürwortung nachhaltigen Konsums und nachhaltiger Produktion sowie Ressourcenschutz und -management als essentielle Voraussetzungen für eine nachhaltige Entwicklung angesehen. Daher wurde der Aspekt des nachhaltigen Konsums und nachhaltiger Produktion auch in die Agenda 2030 der Ziele nachhaltiger Entwicklung integriert.
Im Zuge des Marrakesch-Prozesses entwickelten sich in einem Großteil der beteiligten Regionen regionenspezifische Strategien nachhaltigen Konsums und nachhaltiger Produktion, die durch den Zehn-Jahres-Rahmen und dessen weiterführende Strategie-Implementationen unterstützt werden:
- das afrikanische Zehn-Jahres-Rahmenprogramm
- die lateinamerikanische und karibische Strategie
- die arabische Strategie
- die asiatische Green Growth Initiative
- die europäische Strategie[8]

Neben der Ausarbeitung eines Zehn-Jahres-Rahmenprogramms stellt der Marrakesch-Prozess eine nationale, regionale, aber auch eine internationale Kooperationsplattform für die angeführten Strategien dar.